# K (альбом)
K — дебютный дважды платиновый студийный альбом британской инди-рок-группы Kula Shaker. Вышел 16 сентября 1996 года и стал самым быстропродаваемым дебютным альбомом в Великобритании после Definitely Maybe Oasis. Альбом достиг первой строчки в UK Albums Chart, но лишь 200-го места в Billboard 200.

## Об альбоме
На обложке альбома (авторства Дейва Гиббонса) представлены различные изображения, связанные с буквой K, включая: Джон Ф. Кеннеди, Карл Маркс, Джин Келли, Кэтрин Хепбёрн, Кен Додд, Карим Абдул-Джаббар, Кришна, Кинг-Конг, Кали, кайзер, роман Редьярда Киплинга «Ким». В 1998 году K оказался на 44-м месте в списке 100 величайших альбомов всех времён по версии британского музыкального журнала Q.
Композиция «Grateful When You’re Dead/Jerry Was There» была написана в память о Джерри Гарсия и группе The Grateful Dead. Скрытый трек после «Hollow Man» представляет собой запись Бхактиведанты Свами Прабхупады (основателя Международного общества сознания Кришны), рассказывающего о своём гуру.

## Список композиций
| №   | Название                                    | Длительность                                                |
| --- | ------------------------------------------- | ----------------------------------------------------------- |
| 1.  | «Hey Dude»                                  | 4:10                                                        |
| 2.  | «Knight on the Town»                        | 3:25                                                        |
| 3.  | «Temple of Everlasting Light»               | 2:33                                                        |
| 4.  | «Govinda»                                   | 4:57                                                        |
| 5.  | «Smart Dogs»                                | 3:16                                                        |
| 6.  | «Magic Theatre»                             | 2:38                                                        |
| 7.  | «Into The Deep»                             | 3:49                                                        |
| 8.  | «Sleeping Jiva»                             | 2:02                                                        |
| 9.  | «Tattva»                                    | 3:46                                                        |
| 10. | «Grateful When You're Dead/Jerry Was There» | 5:42                                                        |
| 11. | «303»                                       | 3:08                                                        |
| 12. | «Start All Over»                            | 2:35                                                        |
| 13. | «Hollow Man Parts 1 & 2»                    | 6:10 (включает 0:12 скрытого трека, затем — 13:04 молчания) |

## Участники записи
Kula Shaker:
- Криспиан Миллс — основной вокал, электро и акустические гитары, тамбура.
- Алонза Беван — бас-гитара, пианино, табла, вспомогательный вокал.
- Пол Уинтерхарт — ударные.
- Джей Дарлингтон — орган, меллотрон, пианино.

Приглашённые музыканты:
- Ваджахат Хан — сарод на треке «Sleeping Jiva».
- Химангсу Госвами — табла на композициях « Govinda» и «Jerry Was There».
- Гаури — женский вокал на песне «Govinda».
- The Kick Horns — валторны на треке «Start All Over».